# Dmitri Lóguinov
Dmitri Alexéyevich Lóguinov –en ruso, Дмитрий Алексеевич Логинов– (Krasnoyarsk, 2 de febrero de 2000) es un deportista ruso que compite en snowboard, especialista en las pruebas de eslalon paralelo.
Ganó cuatro medallas en el Campeonato Mundial de Snowboard, en los años 2019 y 2021.

## Medallero internacional
| Campeonato Mundial | Campeonato Mundial         | Campeonato Mundial | Campeonato Mundial       |
| Año                | Lugar                      | Medalla            | Competición              |
| ------------------ | -------------------------- | ------------------ | ------------------------ |
| 2019               | Park City (Estados Unidos) | Medalla de oro     | Eslalon gigante paralelo |
| 2019               | Park City (Estados Unidos) | Medalla de oro     | Eslalon paralelo         |
| 2021               | Rogla (Eslovenia)          | Medalla de oro     | Eslalon gigante paralelo |
| 2021               | Rogla (Eslovenia)          | Medalla de bronce  | Eslalon paralelo         |